# Gwyn Staley 400 1965
Gwyn Staley 400 1965, även Gwyn Staley memorial 400, var ett stockcarlopp ingående i  Nascar Grand National Series (nuvarande Nascar Cup Series) som kördes 18 april 1965 på den 0,625 mile (1,005 km) långa ovalbanan North Wilkesboro Speedway i North Wilkesboro, North Carolina. Totalt avverkades 250 miles (402,336 km) fördelat på 400 varv. Banunderlaget var asfalt. Loppet vanns av Junior Johnson i en Ford ägd av Johnson själv på tiden 2:37.49. Johnsons snitthastighet var 95,047 mph. Prispotten uppgick till 15 950 dollar, varav 4 500 dollar gick till segraren. Loppet är uppkallat efter stockcarföraren Gwyn Staley som förolyckades på Atlantic Rural Fairgrounds (nuvarande Richmond Raceway) 23 mars 1958 i ett lopp ingående i Nascar Convertible Division.

## Resultat
| Plc     | Nr | Förare          | Team/ bilägare              | Konstruktör | Start | Varv | Ledda varv |
| ------- | -- | --------------- | --------------------------- | ----------- | ----- | ---- | ---------- |
| 1       | 26 | Junior Johnson  | Junior Johnson & Associates | Ford        | 1     | 400  | 356        |
| 2       | 7  | Bobby Johns     | Holman-Moody                | Ford        | 6     | 400  | 0          |
| 3       | 11 | Ned Jarrett     | Bondy Long                  | Ford        | 5     | 399  | 20         |
| 4       | 29 | Dick Hutcherson | Holman-Moody                | Ford        | 4     | 393  | 0          |
| 5       | 21 | Marvin Panch    | Wood Brothers Racing        | Ford        | 3     | 389  | 24         |
| 6       | 15 | Darel Dieringer | Bud Moore Engineering       | Mercury     | 19    | 389  | 0          |
| 7       | 28 | Fred Lorenzen   | Holman-Moody                | Ford        | 2     | 399  | 0          |
| 8       | 49 | G.C. Spencer    | GC Spencer Racing           | Ford        | 16    | 382  | 0          |
| 9       | 10 | Tiny Lund       | Gary Weaver                 | Ford        | 25    | 381  | 0          |
| 10      | 27 | Paul Lewis      | Paul Lewis                  | Ford        | 33    | 377  | 0          |
| 11      | 34 | Wendell Scott   | Scott Racing                | Ford        | 32    | 367  | 0          |
| 12      | 17 | Junior Spencer  | Jerry Mullins               | Ford        | 9     | 367  | 0          |
| 13      | 37 | Bub Strickler   | Bub Strickler               | Ford        | 37    | 364  | 0          |
| 14      | 52 | E.J. Trivette   | Jess Potter                 | Chevrolet   | 13    | 355  | 0          |
| 15      | 25 | Jabe Thomas     | Jabe Thomas                 | Ford        | 34    | 347  | 0          |
| 16      | 75 | Gene Black      | C.L. Crawford               | Ford        | 30    | 339  | 0          |
| 17      | 68 | Bob Derrington  | Bob Derrington              | Ford        | 20    | 339  | 0          |
| 18      | 97 | Henley Gray     | Gene Cline                  | Ford        | 28    | 334  | 0          |
| 19      | 60 | Doug Cooper     | Bob Cooper                  | Ford        | 8     | 248  | 0          |
| 20      | 88 | Buddy Baker     | Buck Baker Racing           | Dodge       | 24    | 248  | 0          |
| 21      | 20 | Clyde Lynn      | Clyde Lynn                  | Ford        | 14    | 167  | 0          |
| 22      | 9  | Roy Tyner       | Roy Tyner                   | Chevrolet   | 31    | 165  | 0          |
| 23      | 87 | Buck Baker      | Buck Baker Racing           | Oldsmobile  | 21    | 131  | 0          |
| 24      | 53 | J.T. Putney     | David Warren                | Ford        | 11    | 118  | 0          |
| 25      | 80 | G.T. Nolen      | Allen McMillion             | Pontiac     | 23    | 105  | 0          |
| 26      | 81 | Frank Weathers  | Joe Keistler                | Dodge       | 17    | 97   | 0          |
| 27      | 31 | Cale Yarborough | Sammy Fogle                 | Ford        | 15    | 88   | 0          |
| 28      | 56 | Bill Morton     | Curtis Larimer              | Ford        | 12    | 72   | 0          |
| 29      | 64 | Elmo Langley    | Langley-Woodfield Racing    | Ford        | 29    | 71   | 0          |
| 30      | 23 | Buren Skeen     | Reid Shaw                   | Ford        | 10    | 71   | 0          |
| 31      | 74 | Donald Tucker   | Don Snyder                  | Ford        | 18    | 54   | 0          |
| 32      | 72 | Doug Yates      | Doug Yates                  | Plymouth    | 22    | 46   | 0          |
| 33      | 67 | Buddy Arrington | Arrington Racing            | Dodge       | 7     | 19   | 0          |
| 34      | 86 | Neil Castles    | Buck Baker Racing           | Plymouth    | 26    | 5    | 0          |
| Källor: |    |                 |                             |             |       |      |            |